# Браньщик
Браньщик (пол. Brańszczyk) — село в Польщі, у гміні Браньщик Вишковського повіту Мазовецького воєводства.
Населення — 1255 осіб (2011).
У 1975-1998 роках село належало до Остроленцького воєводства.

## Демографія
Демографічна структура станом на 31 березня 2011 року:
|          | Загалом | Допрацездатний вік | Працездатний вік | Постпрацездатний вік |
| -------- | ------- | ------------------ | ---------------- | -------------------- |
| Чоловіки | 624     | 124                | 411              | 89                   |
| Жінки    | 631     | 107                | 349              | 175                  |
| Разом    | 1255    | 231                | 760              | 264                  |